# Eșelnița
Eșelnița – wieś w Rumunii, w okręgu Mehedinți, w gminie Eșelnița. W 2011 roku liczyła 2565 mieszkańców.